# Kjašar
Kjašar (také známá jako Kyashar, Thangnaktse nebo Peak 43) je hora vysoká 6769 m n. m. a nachází se ve východním Nepálu v oblasti Khumbu, východně od města Namče Bazar.
Severně od Kyasharu leží Kangtega (6783 m), se kterou je Kyashar spojen hřebenem, jihozápadně Kusum Kanguru (6367 m) a jihovýchodně Mera Peak (6476 m).
Do roku 1983 byla hora nazývána „Peak 43“. V tomto roce nepálské orgány provedly pojmenování hor a dalších geografických míst, aby eliminovaly velké množství západních jmen z mapy.

## Prvovýstup
Na vrchol Kjašaru poprvé vystoupili 18. října 2003 Bruce Normand, Andreas Frank a Sam Broderick. Výstupová cesta vedla přes západní hřeben a západní stěnu.
11. listopadu 2012 provedli první výstup na horu přes jižní pilíř, tzv. Trasu NIMA (2400m, ED +, 5.10a, M5), Japonci Jasuhiro Hanatani, Hirojoši Manome a Tacuja Aoki v alpském stylu, za což jim bylo uděleno mezinárodní ocenění horolezců – Zlatý cepín.